# بامتي (هرازبي الجنوبي)
بامتي (بالفارسية: بامتی) هي قرية تقع في إيران في قسم هرازبي الجنوبی الريفي. يقدر عدد سكانها بـ 262 نسمة بحسب إحصاء 2016.